# Глизе 9595
Глизе 9595 (GJ 9595) — тройная звезда в созвездии Геркулеса на расстоянии (вычисленном из значения параллакса) приблизительно 96 световых лет (около 29,5 парсек) от Солнца.
Вокруг звезды обращается, как минимум, одна планета.

## Характеристики
Первый компонент (BD+27 2853 A) — красный карлик спектрального класса M0V, или M0, или K5. Видимая звёздная величина звезды — +9,345m. Масса — около 0,79 солнечной.
Второй компонент (BD+27 2853 B). Видимая звёздная величина звезды — +10,4m. Масса — около 0,53 солнечной. Орбитальный период — около 24,1 года. Удалён на 0,3 угловой секунды.
Третий компонент (BD+27 2853 C) — красный карлик спектрального класса M0. Видимая звёздная величина звезды — +11,61m. Масса — около 0,54 солнечной, радиус — около 0,62 солнечного, светимость — около 0,065 солнечной. Эффективная температура — около 3699 K. Орбитальный период — около 1513561 суток (4144 года). Удалён на 9,5 угловой секунды.

## Планетная система
В 2021 году группой астрономов было объявлено об открытии планеты HIP 86221 b.